# Duleep Trophy 2022/23
Die Duleep Trophy 2022/23 war die 59. Ausgabe des indischen First-Class-Cricket-Wettbewerbes. Im Finale konnte sich West Zone gegen South Zone mit 294 Runs durchsetzen.

## Format
Erstmals seit der Saison 2014/15 nehmen wieder die Zonen-Teams an dem Wettbewerb teil. Mit North East Zone nimmt erstmals eine sechste Zone teil. Die sechs Mannschaften spielten im K.-o.-System mit Viertelfinale, Halbfinale und Finale des Gewinner des Wettbewerbes aus.

## Resultate

### Viertelfinale
| 8. – 11. September Scorecard | Chennai | West Zone 590-2d (123) & 268-5 (64.3) | – | North East Zone 235 (81.5) |
|                              |         | Remis                                 |   |                            |

West Zone qualifizierte sich auf Grund des besseren Resultats nach dem ersten Innings für das Halbfinale.
| 8. – 11. September Scorecard | Puducherry | East Zone 397 (136.4) & 102-3 (21) | – | North Zone 545 (148.5) |
|                              |            | Remis                              |   |                        |

Nord Zone qualifizierte sich auf Grund des besseren Resultats nach dem ersten Innings für das Halbfinale.

### Halbfinale
| 15. – 18. September Scorecard | Coimbatore | West Zone 257 (85.4) & 371 (104.4) | – | Central Zone 128 (40.1) & 221 (57.1) |
|                               |            | West Zone gewinnt mit 279 Runs     |   |                                      |

| 15. – 18. September Scorecard | Salem | South Zone 630-8d (172.5) & 316-4d (65) | – | North Zone 207 (67) & 94 (30.4) |
|                               |       | South Zone gewinnt mit 645 Runs         |   |                                 |

### Finale
| 21. – 25. September Scorecard | Coimbatore | West Zone 270 (96.3) & 585-4d (128) | – | South Zone 327 (83.1) & 234 (71.2) |
|                               |            | West Zone gewinnt mit 294 Runs      |   |                                    |